# Philobota pilipes
Philobota pilipes is een vlinder uit de familie van de sikkelmotten (Oecophoridae). De wetenschappelijke naam van de soort werd in 1882 als Latometus pilipes gepubliceerd door Arthur Gardiner Butler. als typesoort van het geslacht Latometus, maar die naam was ongeldig vanwege het bestaan van de naam Latometus Erichson, 1842, voor een geslacht van kevers.